# Androcymbium gramineum
Androcymbium gramineum là một loài thực vật có hoa trong họ Colchicaceae. Loài này được (Cav.) J.F.Macbr. miêu tả khoa học đầu tiên năm 1918.